# 樂之路 (電影)
《樂之路》，2011年台灣電影，是一部劇情片。由吳建豪、洪天祥、涂百鋒、隆宸翰、弦子、洪金寶、張魁、柯有綸、吳中天、韓琳、莫子儀、徐婕兒、藤岡靛、川島茉樹代等人共同演出。

## 劇情概說
這是一部以SMASH樂團為主的故事電影。
敘述五位主角下定決心要成為一個成功的搖滾樂團，經過不斷的磨練與失敗，最後終於成為家喻戶曉大明星的心路歷程....

## 演員陣容

### 主要角色
| 演員姓名 | 角色姓名 | 介紹                                   |
| 洪天祥   | Joe      | 夜店酒吧的主唱                         |
| 吳建豪   | Mike     | SMASH樂團的主唱                        |
| 藤岡靛   | Yi       | SMASH樂團的吉他手                      |
| 百鋒     | Taka     | SMASH樂團的貝斯手                      |
| 隆宸翰   | Jason    | SMASH樂團的鼓手                        |
| 弦子     | Cola     | SMASH樂團的經紀人（保母），Jason的妹妹 |

## 電影音樂
主題曲：《我不要自由》，主唱人：吴建豪

## 相關連結
- 電影《樂之路》官方部落格 （页面存档备份，存于）
- 樂之路的Facebook專頁
- Yahoo奇摩電影上《樂之路》的資料（繁體中文）
- MSN娛樂上《樂之路》的資料（繁體中文）

- 開眼電影網上《樂之路》的資料（繁體中文）
- 香港影庫上《樂之路》的資料（繁體中文）
- 豆瓣电影上《樂之路》的資料 （简体中文）
- 时光网上《樂之路》的資料（简体中文）
- 互联网电影数据库（IMDb）上《樂之路》的资料（英文）